# 柴田英寿
柴田 英寿（しばた ひでとし、1967年 - ）は、日本のビジネス書作家、起業支援家。三重県出身。

## 来歴
1999年、株式会社日立製作所の社員としての共著『バリュー・インテグレーション』（東洋経済新報社）を皮切りに、単行本の執筆を続ける。
2002年から国立大学法人東京大学等にて起業家教育を行い、学生起業家育成の草分けとなる。

## 著書

### 単著
- 『理系人間のための経営戦略入門』（実業之日本社、2002年）
- 『会社というおかしな場所で生きる術』（実業之日本社、2004年）
- 『「お先に」失礼する技術　「断る」「決断する」「切り上げる」「見極める」ための極意』（WAVE出版、2005年）
- 『オフィスからパソコンがなくなる日』（東洋経済新報社、2006年）
- 『「これやっといて」で部下が動いてくれる!技術』（すばる舎、2007年）
- 『年収2000万の仕事術―高収入の秘密、すべて教えます』（三笠書房、2008年）
- 『サラリーマンのための「会社の外」で稼ぐ術　複数収入獲得マニュアル』（朝日新書、2008年）
- 『金になる人脈―その近づき方・つくり方・転がし方』 （幻冬舎新書、2008年）
- 『33歳からの時間のルール』（明日香出版、2010年）
- 『あたらしい社員の教科書』（KADOKAWA、2010年）
- 『「クラウド化」と「ビッグデータ活用」はなぜ進まないのか』（東洋経済新報社、2012年）
- 『アントレプレナーシップ論～みんな心に起業家精神～』（日刊工業新聞社、2013年）
- 『匠のモノづくりとインダストリー4.0』（大河出版、2015年）
- 『懐かしい未来をどう生きるか: 0次エッセイ第二版 Kindle版』（Amazon、2018年）

### 共著
- 『バリュー・インテグレーション』（東洋経済新報社、1999年）
- 『ビジネスモデル特許戦略』（東洋経済新報社、2000年）
- 『オフ・バランス経営革命』（東洋経済新報社、2001年）

### 編著
- 『「いつもの朝」を変える技術』（WAVE出版、2006年）

### アプリ書籍
- 『成功への思考術　〜スマホ世代に贈る〜』（インクルース、2011年）[4]

### PDF書籍
- 『アントレプレナーシップ論オープンスクールテキスト』（Amazon）[5]